# Ramon Solsona i Sancho
Ramon Solsona i Sancho (Barcelona, 7 de febrer de 1950) és un escriptor i publicista català. Llicenciat en Filologia Romànica i professor de secundària en excedència, destaca pel seu estil irònic i per les nombroses col·laboracions amb mitjans de premsa escrita (Avui, Diari de Barcelona, La Vanguardia) i de ràdio (Catalunya Ràdio, Rac 1), actualment és col·laborador al programa de ràdio El Matí de Catalunya Ràdio amb Mònica Terribas a l'espai «Entre paraules».
També ha estat poeta (satíric) amb el pseudònim Lo Gaiter del Besòs. La seva novel·la Les hores detingudes va conquerir tres premis literaris el mateix any i va ser traduïda al castellà i al francès. Per a la televisió, ha treballat com a guionista per les sèries Agència de viatges, Estació d'enllaç i El cor de la ciutat, emeses per TV3. Fou coautor de l'himne del centenari del Futbol Club Barcelona (1998), juntament amb Antoni Ros Marbà. El 2010 rebé el premi Sant Jordi de novel·la per l'obra L'home de la maleta, que va ser un dels llibres més venuts durant la diada de Sant Jordi del 2011.

## Obra

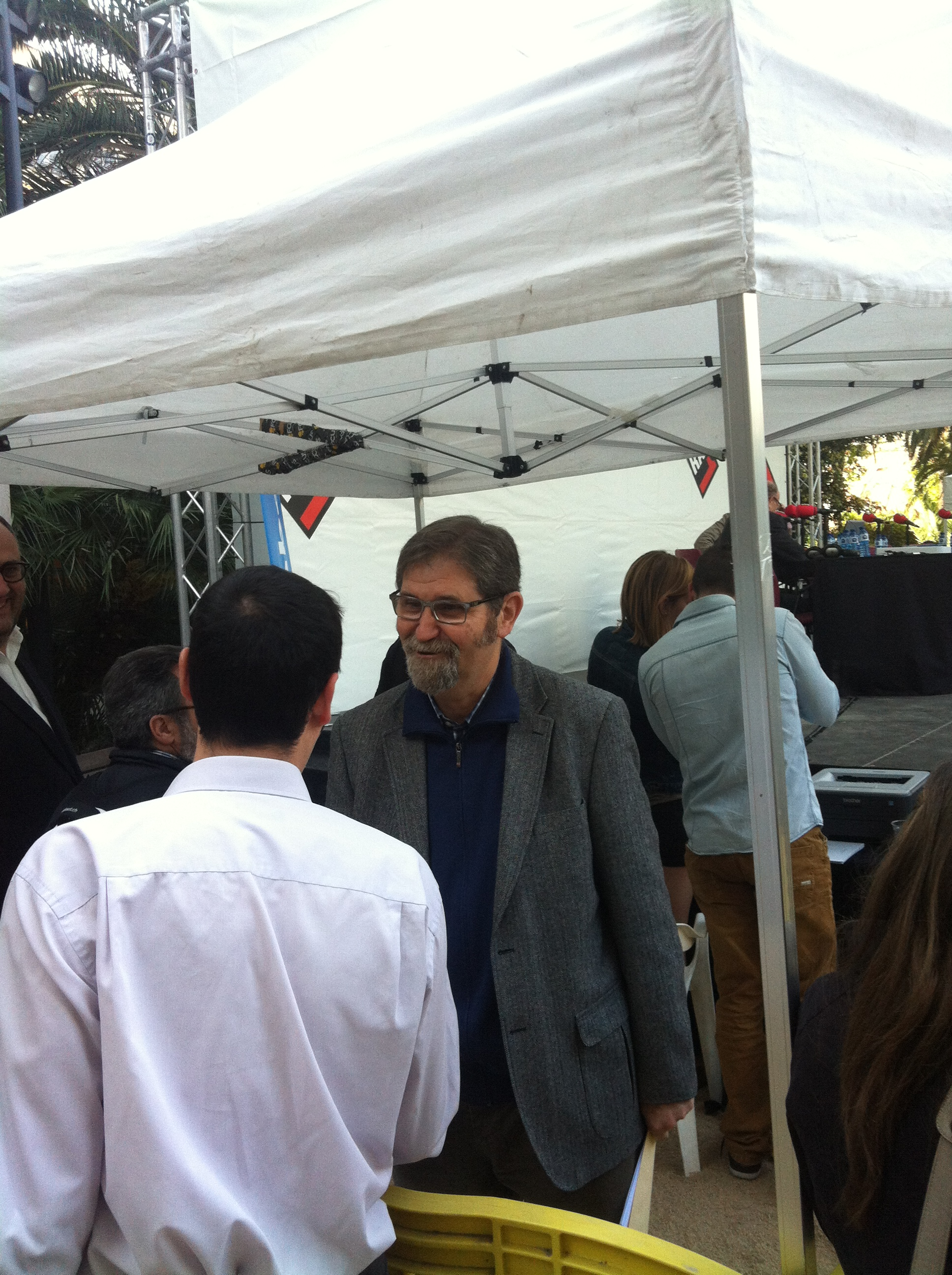
Solsona a la Diada de Sant Jordi 2013

### Narrativa breu
- 1991: Llibreta de vacances
- 2006: Cementiri de butxaca

### Novel·les
- 1989: Figures de calidoscopi
- 1993: Les hores detingudes
- 1998: DG
- 1999: No tornarem mai més
- 2001: El cor de la ciutat
- 2004: Línia blava
- 2011: L'home de la maleta
- 2016: Allò que va passar a Cardós
- 2019: Disset pianos[4]
- 2022: Temps enrere[5]
- 2025: El carrer de la xocolata[6]

### Poesia
- 1989: Sac de gemecs
- 2013: Botifarra de pagès

### No ficció
- 1995: Ull de bou
- 1995: Ull de vaca
- 1995: Reflexions de sala i alcova
- 2005: A paraules em convides
- 2015: Marques que marquen

## Premis i reconeixements
- Premi Crítica Serra d'Or de novel·la per Les hores detingudes (1994)
- Prudenci Bertrana per Les hores detingudes (1994)
- Lletra d'Or per Les hores detingudes (1994)
- Sant Jordi per L'home de la maleta (2010)
- ? Premi Avui d'articles periodístics
- Premi Joaquim Amat-Piniella, per Allò que va passar a Cardós (2018)[7]